# Gruffydd ap Rhys Ier
Gruffydd ap Rhys Ier  (né vers 1090 † 1137) prince de Deheubarth qui règne sur le Cantref Mawr de 1116 à 1137.

## Origine
Gruffydd ap Rhys est le plus jeune fils de Rhys ap Tewdwr il est âgé de seulement trois ans lorsque son père est tué en 1093. Trop jeune pour revendiquer le royaume il est mis à l'abri en Irlande. Pendant son absence la pénétration des anglo-normands dans le sud du pays de Galles s'intensifie  et ils établissent des châteaux afin d'assurer leur autorité.

## Règne
Gruffyd ap Rhys revient au Pays de Galles en 1113 mais il ne peut reprendre son royaume. Il se réfugie chez l'ancien allié de son père Gruffydd ap Cynan en Gwynedd qui, connaissant la puissance du roi Henri Ier d'Angleterre, n'est pas prêt à l'affronter. Gruffydd ap Rhys rassemble une armée de jeunes mécontents et commence en 1116 une série d'attaques des châteaux normands. Il réussit à s'emparer du château de Cardigan mais il est mis en fuite par le châtelain d'Aberystwyth et doit se réfugier en Ystrad Tywi. Après avoir tenté en vain de le faire capturer, le roi Henri Ier décide de lui laisser comme domaine le Cantref Mawr.
Bien qu'il s'intitule « roi » le maigre domaine de Gruffydd n'est qu'un pâle reflet de l'ancien royaume de Deheubarth. Il cherche à s'étendre aux dépens de ses voisins normands et en 1127 il doit de nouveau se réfugier brièvement en Irlande mais revient peu après.
Après la mort du roi Henri Ier en 1135 comme les autres princes gallois, il met à profit les débuts difficiles du règne d'Étienne d'Angleterre pour reprendre à partir de 1136 de nombreux territoires aux Anglo-Normands. Il participe à la prise du Ceredigion et pousse ses propres forces à la conquête des établissements flamands dans du Dyfed mais il est tué dès 1137. 
Ses fils continuent à diriger la rébellion dans le sud d'abord Anarawd l'ainé puis Cadell mais ce n'est qu'avec le plus jeune Rhys ap Gruffydd que le Deheubarth réussit à retrouver son indépendance.

## Union et postérité
Gruffyd ap Rhys a déjà deux fils et deux filles d'une première épouse ou liaison : 
- Anarawd ap Gruffydd († 1143)
- Cadell ap Gruffydd abdique en 1151 († 1175)
- Gwaldus épouse Caradog ap Iestyn  puis Seisyll ap Dyfnwal
- Nest épouse Ifor Bach

quand il se marie peu après 1116 avec Gwenllian ferch Gruffydd qui lui donne quatre enfants :
- Maredudd ap Gruffydd († 1155)
- Morgan
- Maelgwn
- Rhys ap Gruffydd

## Sources
- (en) Mike Ashley  The Mammoth Book of British Kings & Queens (England, Scotland and Wales), Robinson London (1998), (ISBN 1841190969) « Gruffyd ap Rhys I » p. 338-339.